# 鐵線蟲 (電影)
《鐵線蟲》（韓語：연가시）是一部2012年上映的韓國災難電影。铁线虫棲息於河流、池塘，幼蟲被大型節肢動物吞食後，會繼續在其體內發育直至成熟後離開寄主，將視角對準這種生物，成為韓國首部涉及生態、反映傳染病的災難電影。

## 劇情介紹
寧靜的早晨，漢江水面上不少支離破碎的屍體浮出，其後全國的江河紛紛出現此種恐怖景象。原來這是寄生在人體內的變種铁线虫操縱了人類的大腦，致使他們失控跳水溺死。染病者被全體隔離，製藥公司職員宰赫為了拯救被感染的家人，而孤軍奮鬥著……

## 演員陣容
- 金明民 飾 宰赫
- 文晶熙 飾 敬順
- 金烔完 飾 宰弼
- 李荷妮 飾 善珠
- 嚴智星 飾 俊宇
- 廉賢瑞 飾 藝芝
- 姜信日
- 趙德賢
- 全國煥
- 崔政宇
- 李亨哲
- 鄭仁基
- 宋永彰
- 周錫泰  飾 居南

## 獲獎
- 第33屆青龍電影獎
  - 最佳女配角（文晶熙）
- 第49屆百想藝術大賞
  - 電影部門 男子人氣獎（金烔完）

## 外部連結
- NAVER電影 （页面存档备份，存于）
- 豆瓣电影上《铁线虫入侵》的資料 （简体中文）
- 互联网电影数据库（IMDb）上《鐵線蟲入侵》的资料（英文）